# Zutswa
Zutswa est une ville du Botswana.